# Turzyca wczesna
Turzyca wczesna (Carex praecox Schreb.) – gatunek byliny z rodziny ciborowatych. 

## Rozmieszczenie geograficzne
Występuje w Europie oraz w północno-zachodniej i środkowej Azji. W Polsce rośnie głównie na nizinach.

## Morfologia

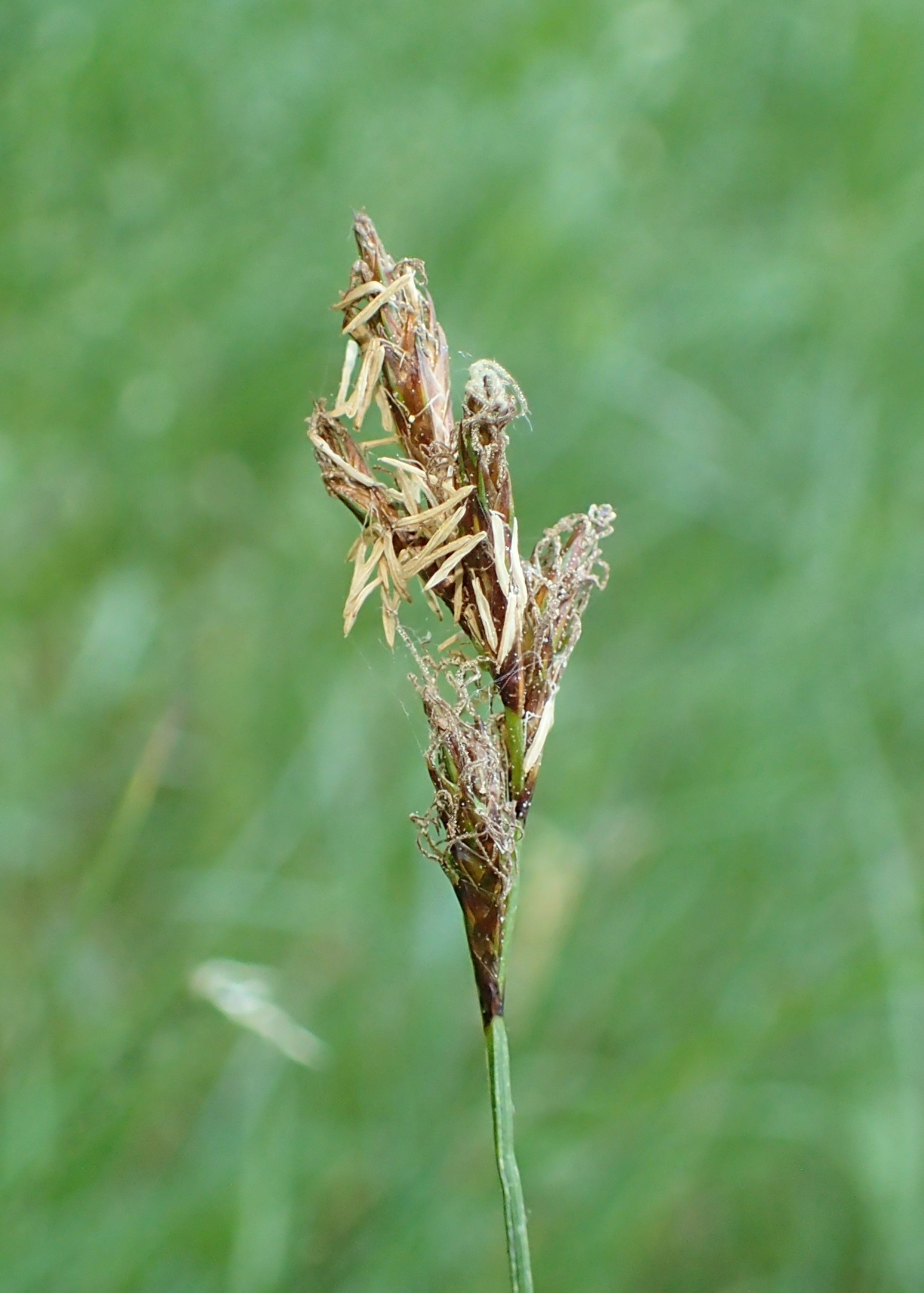
Kłoski z kwiatami

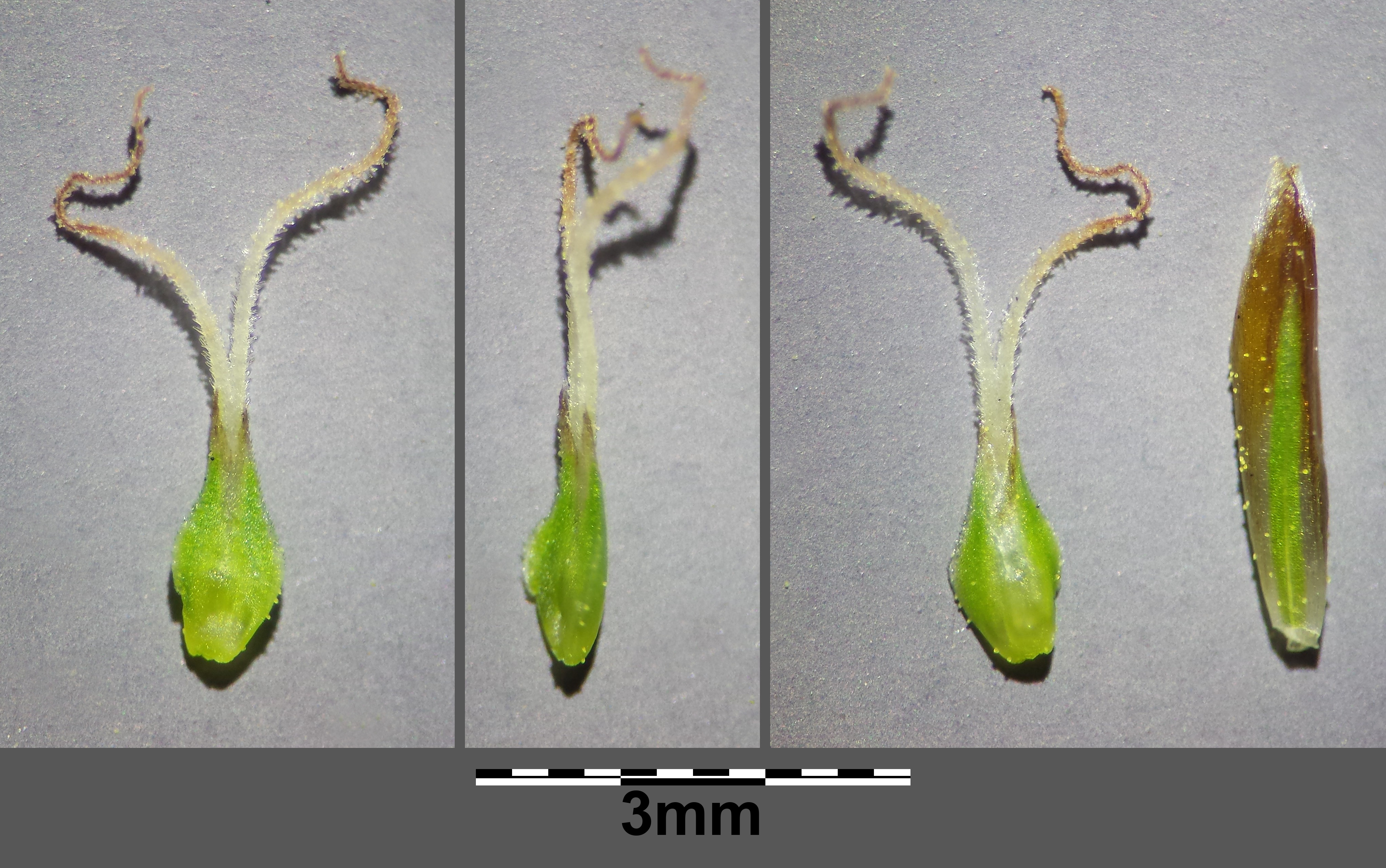
Przysadka i kwiat żeński

PokrójRoślina trwała, wysokości 10–60 cm, z długimi, cienkimi, nadziemnymi rozłogami, na których wyrastają kwitnące łodygi.
ŁodygaBardzo cienka, szorstka pod kwiatostanem.
LiściePochwy liściowe brunatne. Liście krótsze od łodygi, szorstkie na brzegu.
KwiatyZebrane w 3-6 zgiętych kłosów, te z kolei skupione w jajowaty, ścieniony kwiatostan. Przysadki czerwonobrunatne, białe na brzegu, z zieloną smugą, jajowatolancetowate, krótsze od pęcherzyków. Pęcherzyki wydłużonojajowate, z wąskimi i zębatymi skrzydełkami, zwężone w dwuzębny dzióbek.

## Biologia i ekologia
Bylina, hemikryptofit. Kwitnie od kwietnia do maja. Gatunek charakterystyczny związku Cirsio-Brachypodion pinnati oraz zespołu Thalictro-Salvietum pratensis.

## Zagrożenia i ochrona
Gatunek umieszczony na Czerwonej liście roślin i grzybów Polski w kategorii zagrożenia V (narażony).